# Zaiditi
Zaiditi, Zeidi, Zaidi ili Zeidizam (arapski: الزيدية az-zaydiyya, pridjev od Zeidi ili Zaidi) je naziv za slijedbenike umjerene šijitske sekte, koja je osnovana u 8. stoljeću u Arapskom kalifatu. 
Zaiditi su se odvojili od imamita i ismailita zbog neslaganja oko toga tko je peti imam. Imamiti i ismailiti vjeruju da je to bio Muhamed el-Bakir, dok zeidi vjeruju da je to bio njegov polubrat Zeid ibn Ali (drugim imenom Zeid el-Šehid).

## Prvih pet imama po zaidizmu
Sljedbenici zaidizma priznaju poput svih ostalih šijita prva četiri od 12 imama, ali za razliku od šijita Imamita (nauk o dvanaest imama), oni priznaju Zeid ibn Alia (drugo ime Zeid el-Šehid) za imama, - ali ne i njegova polubrata Muhameda al-Bakira, - koji je šijite imamite peti imam. 
Zbog toga oni po rodoslovnom načelu, nakon Zeid ibn Alia priznaju i sve druge potomke Hasan ibn Alia i Husein ibn Alia - imamima. 
Pored njih, ostali povijesno poznati zeidski imami bili su; Jahja ibn Zeida, Muhamed al Nafs az-Zakijah i Ibrahim ibn Abdulah.
| Muhamed                         | islamski prorok |
| Ali ibn Abu Talib               | 1 imam          |
| Hasan ibn Ali                   | 2 imam          |
| Husein ibn Ali                  | 3 imam          |
| Ali ibn Husein (Zain al Abidin) | 4 imam          |
| Zeid ibn Ali                    | 5 imam          |

## Povijest sekte
Utemeljitelj sekte bio je imam-Zeid ibn Ali (unuk trećeg šijitskog imama Huseina)i njegovi sljedbenici Abul Jarud Zijad, Sulejman ibn Jarir, Katir-Nava Al-Abtar i Hasan ibn Salih.

Prvi sljedbenici sekte zaida, bili su podijeljeni u šest skupina: Jarudija (vođa Abul Jarud Zijad), Sulejmanija (vođa Sulejman ibn Jarir), Tabirija (vođe Katir-Nava Al-Abtar i Hasan ibn Salih), Dukajnija šia i Kalafija šia.

## Teologija
U pitanjima teologije, zaiditi su vrlo blizu učenju islamske vjerske sekte Mutezile, ipak među njima postoje razlike, najznačajnija je ona o problemu imamata, o kojem Mutezile imaju drukčiji stav od zaidita.
Zaiditi ne vjeruju u nepogrešivost imama, niti u to da imame vodi božja volja. Zeidi također ne vjeruju da imamat mora obvezno prijeći s oca na sina, ali vjeruju da imam može biti bilo koji duhovni aristokrat (seid) koji je u krvnom srodstvu s prorocima Hasanom ibn Alijom ili pak s Huseinom ibn Alijom, ali to mora biti dokazano.
Zeidiji vjeruju da je Zeid ibn Ali bio zakoniti nasljednik Imāmata jer je vodio pobune protiv 
Omejidskog kalifata, za kog su oni držali da je tiranski i korumpiran. Kako se Muhamed al-Bakir držao po strani u tom sukobu, on za zeidske sljedbenike nije bio pravi imam, jer pravi imam mora ustrajati u borbi protiv korumpiranih vladara. Zeiditi, za razliku od ostalih šijita ne priznaju okultističku doktrinu o  "Skrivenom imamu". Poput Ismailita i oni vjeruju u živućeg imama.

## Zeidske zajednice i bivše države
Sljedbenika Zeidizma, bilo je u Iranu, Iraku i Hidžazu, oni su već za ranog srednjeg vijeka uspjeli osnovati svoje teokratske države: Idrisidski kalifat u Sjevernoj Africi(780. – 974.), u Tabaristanu Alavidski kalifat (864. – 928.) te u Sjevernom Jemenu od 901. godine.
Jemenski zeidski imami uzeli su sebi i titulu kalifa, i prezeli svjetovnu i duhovnu vlast. Osobito se istakao prvi jemenski kalif, Jahja al-Hadi punim imenom al-Hadi al-Jahja bin Husein bin al-Kasim ar-Rasi (po njemu su prvi zaidski imami Jemena zvani - Rasidi). U Jemen je došao iz Iraka, i upleo se u tadašnje vjerske sukobe, za sebe je tvrdio da je izravni potomak 3 imama Hasan ibn Alia, na kraju je uspio u Sa'di, tadašnjem vjerskom sjedištu Sjevernog Jemena oko 893. – 897., ustanoviti Zaidski imamat, sustav teokratske vladavine koji je uspio preživjeti sve do sredine 20. stoljeća, i republikanske revolucije iz 1962. kad je svrgnut Muhamed al-Badr, zaidski imam i jemenski kralj. 
U današnjem Jemenu (osobito sjevernom) sljedbenici zaidizma tvore oko 40-45% stanovništva. Jafari i ismailiti čine svega 2-5%. Procjenjuje se da u Saudijskoj Arabiji, ima preko 1 milijun sljedbenika zaidizma (u zapadnim provincijama). 
Trenutno najpoznatiji zaidski pokret u svijetu je onaj Huseina Baredina al-Hutija, koji je bio duhovni vođa pobune protiv jemenske vlade. U oružanim sukobima sa zeidskim pobunjenicima vladine snage izgubile su 743 ljudi, a tisuće nedužnih civila je ubijeno ili raseljeno zbog borbenih djelovanja između zaidskih i vladinih snaga; sve je to uzrokovalo tešku humanitarnu krizu u sjevernom Jemenu.
Hutistički pokret politička je i vojna šijitska islamistička organizacija proizašla iz Jemena 1990-ih. Uglavnom se sastoji od Zaidita, a njihovo vodstvo uglavnom dolazi iz plemena Huti (Houthi).
Broj pripadnika zaidita pri kraju kraju 20. stoljeća bio je oko 7 milijuna ljudi.

## Pogledajte i ovo
- Šijiti
- Islam

## Vanjske poveznice
- Zayiddiyah  Arhivirana inačica izvorne stranice od 24. travnja 2006. (Wayback Machine) (engl.)
- Zaydism  Arhivirana inačica izvorne stranice od 6. travnja 2012. (Wayback Machine) (engl.)